# Seiichi Furuya
Pour les articles homonymes, voir Furuya.
Seiichi Furuya (古屋 誠一, Furuya Seiichi), né en 1950 à Izu au Japon, est un photographe japonais installé en Autriche.

## Biographie
Seiichi Furuya est diplômé de l'École de photographie de Tokyo. À partir de 1975, il voyage en Autriche, à Vienne et à Graz, après un long road trip qui l'avait fait emprunter le Transsibérien. Il travaille pour la revue Camera Austria ; il est l'un des premiers à montrer en Europe les œuvres de Daidō Moriyama et Nobuyoshi Araki.
En 1978, il rencontre Christine Gössler, qui avait étudié l'histoire de l'art, réalisé des documentaires radiophoniques et commencé à suivre des cours d'art dramatique, les abandonnant finalement pour raisons médicales. Elle reste cependant passionnée par le théâtre. Elle et Seiichi Furuya se mettent en couple ; leur fils, Komyo Klaus, naît en 1981. À partir de 1982, Christine Gössler montre des signes de schizophrénie. Seiichi Furuya la photographie beaucoup. Le 7 octobre 1985, le jour de l'anniversaire de la création de la République démocratique allemande, elle se suicide, se défenestrant à Berlin-Est.
Seiichi Furuya a publié six livres de photographies, où Christine Gössler apparaît souvent, physiquement ou par son absence,.

## Livres de photographies
- Memoires. 1984-1987, 2010.
- (en), (fr), (de) (ja) Venice : last trip 1985. Bologna : first trip 1978, Marseille, Chose commune, 2022, 190 p. (ISBN 979-10-96383-29-0).
- avec Christine Gössler : (fr), (en) Face to Face, Marseille, Chose commune, 2020, 170 p.  (ISBN 979-10-96383-19-1).

## Expositions

### Expositions personnelles
- 1990 : Seiichi Furuya : Mémoires, 1978-1988, Neue Galerie am Landesmuseum Joanneum, Graz

puis : Museum moderner Kunst, Vienne.
- 1er avril - 5 juin 1995 : Seiichi Furuya : Mémoires, 1995, Fotomuseum, Winterthur.
- 10 décembre 2004 - 23 janvier 2005 : Alive : Seiichi Furuya, Kunsthaus, Graz

puis 2005 : Albertina, Vienne.

### Expositions collectives
- 16 mai - 11 juin 1985 : 6 austrian photographers : Heinz Cibulka, Seiichi Furuya, Friedl Kubelka-Bondy, Branko Lenart (de), Helmut Tezak (de), Manfred Willmann (de), Arbitrage Gallery (en), New York[5]

## Collections
- Museum moderner Kunst (MUMOK), Vienne[6].

## Prix et récompenses
Il est lauréat de l'édition 1992 du Prix Higashikawa dans la section « espoirs » et de l'édition 2002 du prix Ina Nobuo.

En 2004, il reçoit le Prix de photographie de Sagamihara.